# Comuna Tumen, Dubrovîțea
Tumen (în ucraineană Тумень) este o comună în raionul Dubrovîțea, regiunea Rivne, Ucraina, formată din satele Brodeț, Horodîșce și Tumen (reședința).

## Demografie
Componența lingvistică a comunei Tumen
     Ucraineană (95,21%)
     Belarusă (3,42%)
     Rusă (1,23%)
Conform recensământului din 2001, majoritatea populației comunei Tumen era vorbitoare de ucraineană (95,21%), existând în minoritate și vorbitori de belarusă (3,42%) și rusă (1,23%).